# Helen Kelesi
Helen Kelesi (ur. 15 listopada 1969 w Victorii) – kanadyjska tenisistka, reprezentantka kraju w Fed Cup, olimpijka z Seulu (1988).

## Kariera tenisowa
Dnia 20 listopada 1989 zajmowała najwyższe, 13. miejsce, w rankingu WTA. W latach 1986–1991 klasyfikowana była na miejscach w okolicach 25. pozycji. W karierze wygrała dwa turnieje o randze WTA Tour. W 1988 zwyciężyła w Tokio, a w 1989 wygrała turniej we włoskim Tarencie. Najlepszy występ w turnieju Wielkiego Szlema to ćwierćfinał French Open 1988, gdzie przegrała z Gabrielą Sabtini i w French Open 1989, gdzie okazała się słabsza od Mary Joe Fernández. W karierze pokonała m.in. Arantxę Sánchez Vicario, Conchitę Martínez, Janę Novotną, Manuelę Maleewą, Helenę Sukovą i Pam Shriver.
Reprezentowała Kanadę w Fed Cup w latach 1986–1993. Czterokrotnie została wybrana tenisistką roku w Kanadzie (w latach: 1986, 1987, 1989 i 1990). W 1988 zagrała w turnieju singlowym igrzysk olimpijskich w Seulu ponosząc porażkę w pierwszym meczu z Gisele Miró.
Jej grę charakteryzował agresywny styl gry. Operowała skutecznym top-spinem forhendowym i oburęcznym bekhendem. Dobrze poruszała się po korcie. Umiejętności te sprawiły, że najlepiej czuła się na kortach ziemnych i twardych.
Kariera Kanadyjki dobiegła końca w 1995 roku, kiedy po kilku miesiącach bólów głowy dowiedziała się, że ma guza mózgu wielkości tenisowej piłki. Liczne operacje trwały około roku i od tamtej pory zajmuje się pracą trenerską z młodymi tenisistami w swoim kraju. Często gości na stanowisku komentatora tenisowego w stacjach sportowych w Kanadzie.

## Wygrane turnieje

### gra pojedyncza (2)
|    | Data       | Turniej                  | Kat.   | ($)    | Naw.   | Finalistka             | Wynik    |
| 1. | 13/10/1986 | Tokio, Japan Open        |        | 50 000 | twarda | Bettina Fulco-Villella | 6:2, 6:2 |
| 2. | 25/04/1988 | Tarent, Citta di Taranto | Tier V | 50 000 | ziemna | Laura Garrone          | 6:1, 6:0 |

### gra podwójna (2)
|    | Data       | Turniej                     | Kat.    | ($)     | Naw.   | Partnerka    | Finalistki                  | Wynik    |
| 1. | 07/05/1990 | Rzym, Italian Open          | Tier I  | 500 000 | ziemna | Monica Seles | Laura Garrone Laura Golarsa | 6:3, 6:4 |
| 2. | 15/10/1990 | Scottsdale, Arizona Classic | Tier IV | 150 000 | twarda | Elise Burgin | Sandy Collins Ronni Reis    | 6:4, 6:2 |